# Leonardo de Veroli
Leonardo de Veroli (en italiano: Leonardo da Veroli, fallecido en 1281) fue el canciller y asesor cercano de Guillermo II Villehardouin, príncipe de Acaya. Fue uno de los dos altos funcionarios de Acaya, el otro era Pedro de Baux, no capturado o muerto en la batalla de Pelagonia en 1259.
Leonardo era uno de los pocos italianos que alcanzó altos puestos en el Principado de Acaya. No se sabe exactamente cuándo llegó a Morea, pero alrededor de 1252 se casó con Margarita, la hija de Narjot de Toucy, quien era regente del Imperio latino. Participó en el llamado «Parlamento de las Señoras» de Nikli en 1261, y gozaba de la confianza completa de Guillermo II.
En 1267, ratificó el Tratado de Viterbo en nombre de Guillermo, sellando un pacto matrimonial entre Felipe, el hijo de Carlos I de Sicilia y la hija de Guillermo Isabel de Villehardouin y proporcionando la transferencia del Principado a los angevinos.
Leonardo murió sin descendencia alrededor de 1281.